# Husák (district de Sobrance)
Husák est un village de Slovaquie situé dans la région de Košice.

## Histoire
Première mention écrite du village en 1567.

## Démographie

### Évolution de la population
| Année:               | 1994. | 2004.    | 2014.   | 2024.   |
| -------------------- | ----- | -------- | ------- | ------- |
| Nombre de personnes: | 190   | 170      | 162     | 166     |
| Différence:          |       | -10,52 % | -4,70 % | +2,46 % |

| Année:               | 2023. | 2024.   |
| -------------------- | ----- | ------- |
| Nombre de personnes: | 172   | 166     |
| Différence:          |       | -3,48 % |

## Politique
| Nom            | Parti politique         | Date de l'élection | Fin du mandat |
| -------------- | ----------------------- | ------------------ | ------------- |
| Mária Sulejová | ĽS-HZDS,SNS,KDH,SDKÚ-DS | 02.12.2006         | Déc. 2010     |